# Авіатиран

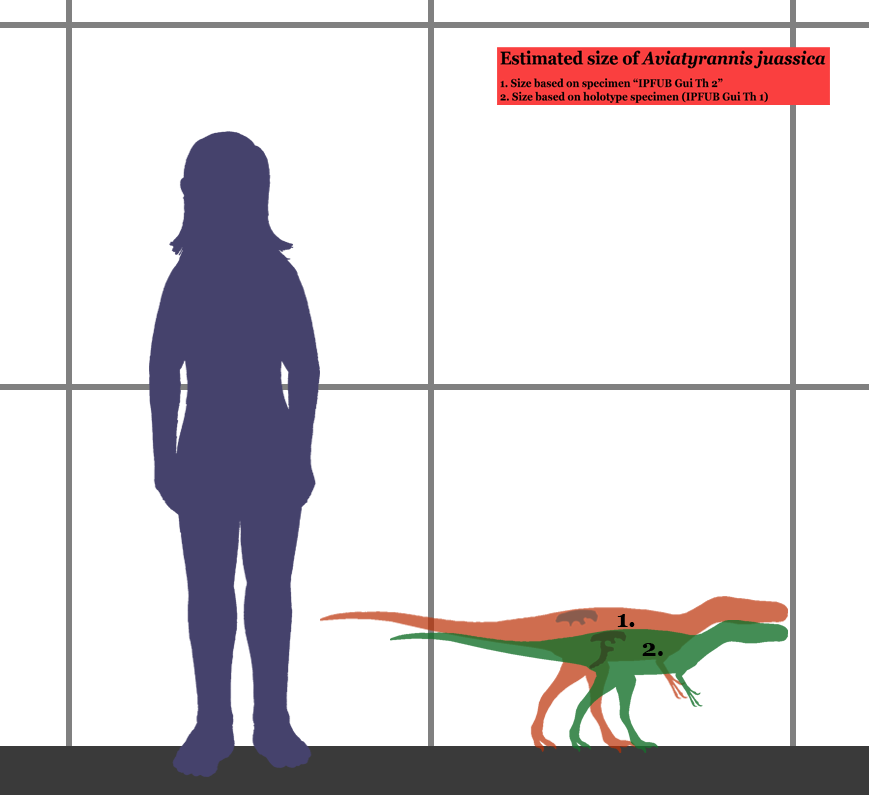
порівняння розмірів з людиною

Aviatyrannis jurassica (можлива українська назва —авіатиран юрський) — вид хижих целурозаврових тероподів, можливо тиранозароподібних, з оксфордсько-титонського ярусу пізньої юри, знайдений в Португалії.
Відомий по зубах і тазових кісток від декількох тварин до 1,5 м завдовжки. Примітивний тиранозавроїд, це говорить про те, що походження цієї групи йде корінням в середню юру Європи та Північної Америки. 
| тиранозавр | Це незавершена стаття про тиранозаврів. Ви можете допомогти проєкту, виправивши або дописавши її. |